# De force avec d'autres
Pour plus de détails, voir Fiche technique et Distribution.
De force avec d'autres est un film documentaire français réalisé par Simon Reggiani, sorti en 1993.

## Synopsis
Simon Reggiani contraint son père Serge, souffrant d'une addiction à l'alcool, à se faire hospitaliser pour suivre, avec d'autres, une cure de désintoxication.

## Fiche technique
- Titre : De force avec d'autres
- Réalisation : Simon Reggiani
- Scénario : Simon Reggiani
- Photographie : Alain Choquart
- Son : Michel Chauvet
- Musique : Celia Reggiani
- Montage : Catherine Bonétat
- Production : SDF Production
- Pays d'origine :  France
- Genre : documentaire
- Durée : 95 minutes
- Date de sortie : France, 24 avril 1993

## Distribution
- Serge Reggiani
- Simon Reggiani
- Daniel Gélin
- Pascale Vignal
- Elsa Zylberstein
- Denis Lavant
- Antoine Chappey
- Manuel Gélin
- Damien Odoul
- Noëlle Adam
- Patrick Grandperret
- Jean-François Stévenin

## Distinctions

### Récompense
- 1992 : Prix du public au Festival du film de Belfort - Entrevues

### Sélection
- 1993 : Festival de Cannes (programmation ACID)